# لا بوستونيه (كيبك)
لا بوستونيه (بالإنجليزية: La Bostonnais, Quebec)‏ هي بلدية محلية في كيبيك تقع في كندا في لاتاك. يقدر عدد سكانها بـ 503 نسمة ومساحتها 289.30 كم2 .